# Гајоте (Верона)
Гајоте је насеље у Италији у округу Верона, региону Венето.
Према процени из 2011. у насељу је живело 27 становника. Насеље се налази на надморској висини од 662 м.